# 北濱車站 (北海道)

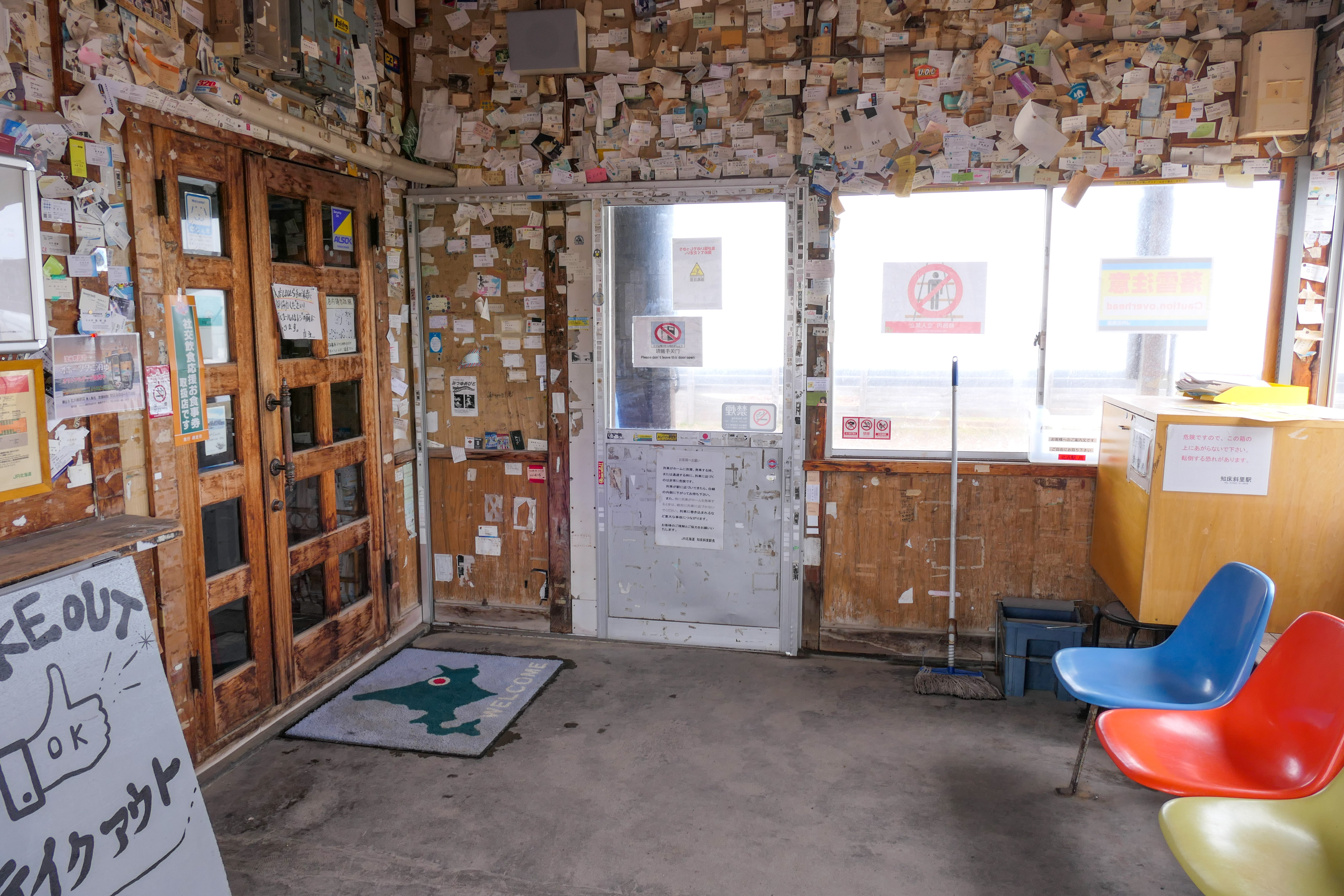
車站內部(2021年5月)

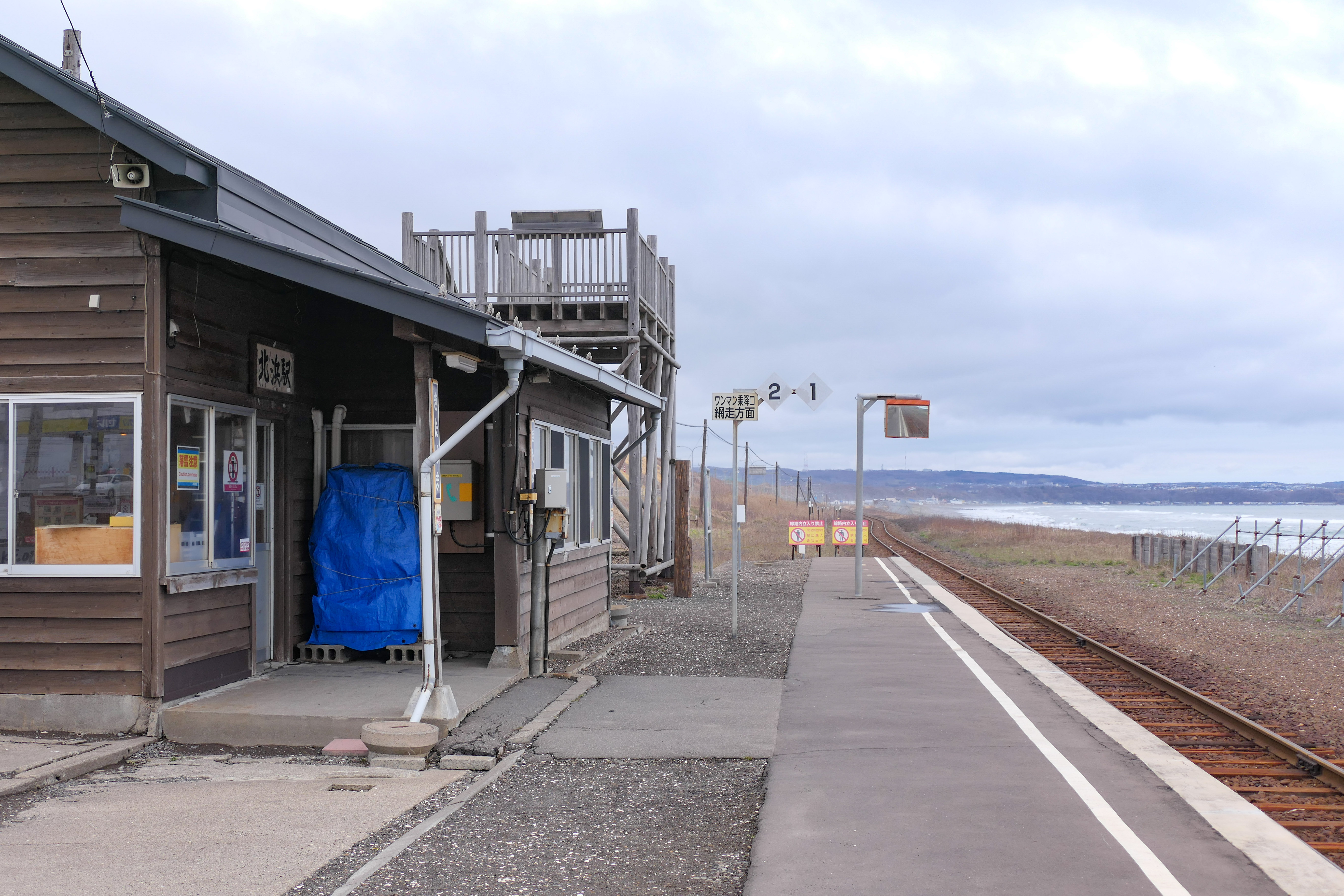
月台與鄂霍次克海(2021年5月)

北濱車站（日语：／ Kitahama eki */?）是由北海道旅客鐵道（JR北海道）所經營的鐵路車站，位於日本北海道網走市境內。本站是釧網本線沿線的無人車站，位於JR北海道釧路支社的管轄範圍，並由知床斜里負責管理。

## 簡介
本站所在地原名「濤沸」（濤沸），此名稱源自愛奴語中的「to-put/」，意指「沼口」。但在制訂地名時考慮到日本全國各地還有許多發音相同的地名，因此改根據「北見國的海濱」之由定名為「北濱」，並進而成為站名。
本站雖然是無人站，但站內設有一以站務室改裝而成的咖啡店「停車場」，店內使用從舊型鐵路客車上拆下的座椅與網棚作為內裝，模仿舊時急行客車的風情。除此之外，店內牆上貼滿來訪的各地旅客所留下的名片，也是特殊之處。
由於此站緊鄰鄂霍次克海的海岸，經常被以「日本最靠近海的車站」之名號宣傳，也曾被幾齣電視劇、電影作品選為拍攝場景。這些作品包括1996年時上映的富士電視台電視劇《醜小鴨》與2008年時上映的中國電影《非誠勿擾》。
由於站內唯一配置的一座側式月台僅有四節車廂的長度，因此在冬季臨時觀光列車流冰諾羅科號行駛期間，會配合六節車廂長的該列車以臨時搭蓋延伸月台的方式，方便旅客上下車。

## 歷史
- 1924年（大正13年）11月15日 - 以國有鐵道所屬車站的身份開始營業，當時為一般車站[4]。由於車站是配合網走本線（池北線、部分石北本線、部分釧網本線路段的舊合稱）網走～北濱之間的延長線通車而一同啟用的，因此北濱實際上是釧網本線上歷史最悠久的車站之一，也是當時的終點站[5]。
- 1925年（大正14年）11月10日 - 北濱～斜里（今知床斜里）通車，北濱不再是終點站[5]。
- 1982年（昭和57年）9月10日 - 廢除貨運服務，成為單純的客運車站。
- 1984年（昭和59年）
  - 2月1日 - 廢除行李托運業務。
  - 3月1日 - 車站無人化（簡易委託化）[5]。
- 1986年（昭和61年）7月15日 - 咖啡店「停車場」開始營業[4][5]。
- 1987年（昭和62年）4月1日 - 國鐵分割民營化後，由JR北海道繼承[4][5]。

## 車站周邊
- 國道244號
- 網走巴士（日语：網走バス）「北濱車站前」巴士站
- 濤沸湖
  - 白鳥公園
- 網走警察署（日语：網走警察署）北濱派出所
- 北濱郵局
- JA鄂霍次克網走（日语：オホーツク網走農業協同組合）北濱分所
- 網走市立白鳥台小學
- 西光便利商店（日语：セイコーマート）（Seicomart）北濱店

## 相鄰車站
北海道旅客鐵道（JR北海道）
■釧網本線
快速「知床摩周號」（しれとこ摩周号）、普通
藻琴（B77）－北濱（B76）－（臨）原生花園（B75）*－濱小清水（B74）
- 臨時車站原生花園每年僅有在夏季的5月1日－10月31日之間營運，且縱使在營運期間仍然有部分普通列車是直接過站不停的。

## 外部連結
- （日語）JR北海道 – 北濱車站（页面存档备份，存于）
- （日語）輕食&飲茶「停車場」（页面存档备份，存于）
- （日語）全驛參觀之旅（页面存档备份，存于）